# Élia Zenonis
Élia Zenonis (em latim: Aelia Zenonis) ou apenas Zenonis foi uma imperatriz-consorte romana do oriente entre os anos 475 y 476, esposa do imperador Basilisco. Pode ser considerada uma das mulheres mais proeminentes do início do período bizantino, ao lado das também imperatrizes-consortes, sua cunhada Élia Verina e sobrinha Élia Ariadne, bem como Leôncia Porfirogênita (também sua sobrinha).

## Contexto de ascenção
Élia Zenosis era casada com Basilisco e mãe de Marcos. Além disso, era cunhada de Élia Verina (irmã de Basilisco), a imperatriz-consorte de Leão I, o Trácio, mãe de Ariadne. Sua sobrinha, Ariadne, também foi imperatriz-consorte, casada com Zenão e mãe do também imperador Leão II.
Em 17 de novembro de 474, Leão II morreu e seu pai, Zenão, se tornou o único imperador do Império Romano do Oriente. Basilisco e Verina iniciaram uma conspiração com objetivo de derrubar Zenão, que por ser isauro, não era particularmente popular entre a população de Constantinopla. Em 475, uma revolta popular contra o imperador irrompeu na capital. Com o apoio dos militares liderados pelos comandantes militares Teodorico Estrabão e Armato, e o cônsul Ilo, os revoltosos conseguiram tomar o controle da cidade. Verina convenceu Zenão (seu genro), a fugir para sua terra natal, levando consigo alguns dos isauros da capital e o tesouro imperial. Neste contexto, Basilisco, esposo de Élia Zenosis foi aclamado augusto em 9 de janeiro de 475.

## Imperatriz
Zenonis foi declarada augusta imediatamente depois do vitorioso golpe de estado, também conhecida como a "usurpação de Basilisco". Marcos, o primogênito do novo casal imperial, foi declarado primeiro césar e, depois, um augusto, coimperador com o pai.
Basilisco e Zenonis apoiaram a causa monofisista, primeiro restaurando dois de seus líderes, o patriarca de Alexandria Timóteo II e o de Antioquia, Pedro, o Pisoeiro, aos seus respectivos tronos. Em seguida, por sugestão de Timóteo, emitindo uma carta circular aos bispos (Enkyklikon), em 9 de abril de 475, urgindo-os a aceitarem como válidos apenas os três primeiros concílios ecumênicos e a rejeitarem o Concílio de Calcedônia. Todos os bispos deveriam assinar o édito. Ainda que a maioria dos bispos orientais tivesse aceitado a carta, o patriarca Acácio de Constantinopla se recusou e, com o apoio da população da cidade que cada vez mais desdenhava Basilisco, enrolou em panos pretos os ícones em Santa Sofia.

## Numismática

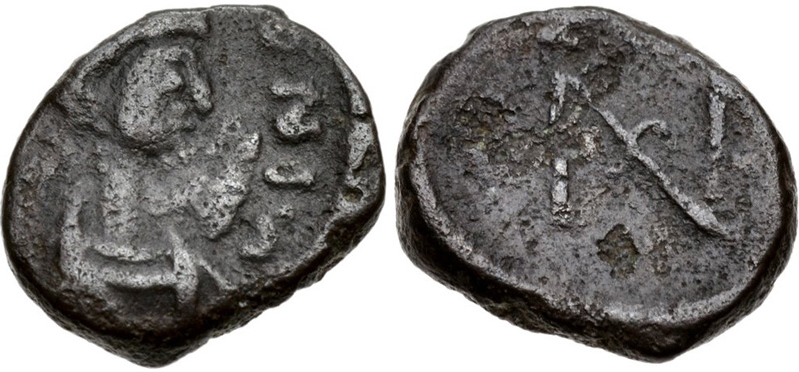
Moeda cunhada de Élia Zenonis, com monograma no verso.

Élia Zenonis, como imperatriz-consorte, foi retratada em moedas na época de seu reinado. Todavia, diferentemente do costume da época, sua moeda levava, no verso de seu busto, um monograma de seu nome em vez da imagem do imperador ou algum símbolo cristão.

## Controvérsias
Segundo a interpretação do historiador J. B. Bury de algumas passagens no "Suda", Zenonis era amante de um sobrinho do marido, Armato. J. B. Bury cita a passagem da seguinte forma:

"Basilisco permitiu que Armato, mesmo sendo seu parente, que se associasse livremente com a imperatriz Zenonis. A amizade dos dois se tornou íntima, pois eram ambos pessoas de beleza extraordinária e eles ficaram extravagantemente apaixonados um pelo outro. Eles costumavam trocar olhares, viravam com frequência a cabeça para trocarem sorrisos; e a paixão a que eles eram obrigados a esconder era a causa de tristeza e agonia. Eles contaram o problema para Daniel, um eunuco, e para Maria, uma parteira, o que não curou a doença pelo remédio de fazê-los ficar juntos. Então Zenonis convenceu Basilisco a conceder ao amante o cargo mais alto na cidade". Suda, s.v. Ἁρμάτος & Prosopografia do Império Romano Tardio, vol. 2
O trecho faz referência ao fato de Zenonis ter supostamente convencido Basilisco a nomear Armato para o cargo de mestre dos soldados na presença (magister militum praesentialis). Ele também recebeu um consulado em 476, juntamente com o próprio Basilisco.
Margarita Vallejo Girvés, no livro 250 mulheres da Roma Antiga, destaca que por Élia Zenonis ter sido descrita pelas fontes históricas como esposa de um usurpador do trono monofisista, ela foi representada como adúltera e herética. Não raro foi referida como "a esposa de" ou apenas "a herética", sem menção a seu nome. Alguns desses autores levantaram a hipótese de sua relação adúltera com Armato, relacionada com uma suposta grande influência dela sobre o marido. A autora contrapõe com outras fontes que deixam claro que Armato integrou-se à corte e inseriu-se na administração imperial por conta própria. Nesta perspectiva, a visão pejorativa tecida sobre Zenonis decorreu da má reputação de seu marido.

## Contexto de deposição
Logo após ascender a imperador, Basilisco despachou Ilo e Trocundo (seu irmão), para lidar com Zenão, que, na Isáuria, voltou a ser um líder regional. Em Constantinopla, Basilisco sofria de impopularidade, por ser associado ao miafisismo e pela alta cobrança de impostos, enquanto Zenão voltava às graças da população. Durante as operações na Isáuria, Ilo desertou e marchou com Zenão para Constantinopla no verão de 476. Diante do perigo, Basilisco tentou revogar seus éditos religiosos e conciliar-se com o povo. Além disso, enviou Armato para a Ásia Menor para liderar o combate ao exército isauro que avançava. Todavia, Armato traiu Basilisco, induzido por promessas de Zenão; Armato evitou a estrada pela qual Zenão estava avançando e marchou para a Isáuria por outro caminho. Fontes cogitam que também Teodorico Estrabão traiu Basilisco, ao deixar Constantinopla indefesa ao ataque isauro. Estas traições selaram o destino de Basilisco e, por consequência, de Élia Zenonis.
O Senado bizantino abriu os portões da cidade para Zenão e permitiu-lhe retomar o trono. Basilisco fugiu e tentou pedir santuário numa igreja, mas foi traído por Acácio e se rendeu junto a Zenonis e seu filho Marco, após obter uma promessa solene de Zenão de que não "teriam seu sangue derramado". A família foi enviada para uma fortaleza na Capadócia, onde o imperador ordenou que fossem confinados numa cisterna seca para que morressem de inanição.